# قمبيز الأول
قمبيز الأول أو قمبيز الأكبر (فارسية: کمبوجیه یکم)، هو ملك أنشان في فارس في الفترة من 580 إلى 559 ق.م. ووالد قورش الكبير (قورش الثاني)، والابن الأصغر لقورش الأول، وشقيق أروقو. حفيده الأكثر شهرة قمبيز الثاني.

## حياته
كان قمبيز من الأعضاء الأوائل في الأسرة الأخمينية. ويبدو أنه كان الحفيد الأكبر لمؤسسها أخمينسن حفيد تايسبس وابن قورش الأول. وهو عم أريا رامنس وابن عم أرساميس.
وفقًا للمؤرخ هيرودوت، كان قمبيز "رجل من عائلة جيدة يتمتع بشخصية هادئة". وحكم تحت سيادة أستياجيس ملك ميديا. تزوج قمبيز من الأميرة ماندان (أميرة) [الإنجليزية] أميرة ميديا (ابنة أستياجيس والأميرة أرينيس أميرة ليديا). وبحسب ما ورد كانت زوجته حفيدة كل من سياخريس وألياتس الثاني. أنجب قمبيز من زوجته ماندان خليفته كورش الكبير. وفقًا لنقولا الدمشقي، كان اسم قمبيز الأصلي هو أتراداتس، وقد أصيب ومات لاحقًا في معركة الحدود الفارسية التي حاربها هو وابنه ضد أستياجيس. وقعت هذه المعركة حوالي عام 551 قبل الميلاد، ويقال إنه دفن بشكل مشرف.
وفقًا لهيرودوت أيضًا، اختار أستياجيس قمبيز كصهر لأنه اعتبره لا يشكل أي تهديد للعرش الميدي،  رأى أستياجيس حلمًا رأى فيه ابنته تلد طفلاً سيأتي ليحكم آسيا. ومع ذلك، لم تكن النتيجة كما كان متوقعًا تمامًا، حيث قام كورش الكبير (ابن قمبيز ومندان)، بخلع جده في النهاية ووضع أسس الإمبراطورية الفارسية.